# Hans Schickelgruber
Johann „Hans“ Leopold Schickelgruber (* 14. Juni 1922 in St. Pölten; † 24. Dezember 2003 ebenda) war ein österreichischer Politiker (SPÖ) und 29. Bürgermeister von St. Pölten.

## Leben
Hans Schickelgruber wurde am 14. Juni 1922 als Sohn des Oberkellners Johann Schickelgruber (* 26. Juli 1893 in St. Pölten) und dessen Ehefrau Theresia (geborene Schramm; * 8. Oktober 1900 in St. Pölten) in St. Pölten geboren und am 26. Juni 1922 auf den Namen Johann Leopold getauft. Seine Eltern hatten am 18. April 1920 in der St. Pöltener Franziskanerkirche geheiratet.
In seiner Jugendzeit erlebte er die wirtschaftliche Not in der Ersten Republik mit. Nach der Matura wurde er zum Arbeitsdienst in die deutsche Wehrmacht einberufen. Schwer verwundet kehrte er aus der Kriegsgefangenschaft zurück und entschied sich für einen Lehrberuf, den er an der Bundeslehrerbildungsanstalt in St. Pölten erlernte. Nach seiner Zeit an der Hauptschule in Harland 1965 wurde er zum Bezirksschulinspektor ernannt. 1967 heiratete er die gelernte Textilkauffrau Hannelore Schickelgruber, die beim Möbelhaus Leiner die Modeabteilung leitete.
Schickelgruber war schon seit 1948 Mitglied in der SPÖ, 1956 wurde er Gemeinderat und zwei Jahre später Stadtrat für Bildung, Kultur, Soziales und Gesundheit. 1969 wurde er Stadtparteiobmann und nach der Gemeinderatswahl 1970 Bürgermeister von St. Pölten. In seinem Amt wurde er 1972, 1977 und 1982 bestätigt. Im Städtebund wirkte er als niederösterreichischer Landesobmann und bundesweit als Vizepräsident. Zwischen 1972 und 1983 nahm er einen Sitz im Bundesrat ein.
Während seiner Zeit als Bürgermeister wurden unter anderem der 1. Bauabschnitt des Krankenhauses, die Geschützte Werkstätte und das Seniorenwohnheim Stadtwald errichtet. Weiters wurde die Revitalisierung der ehemaligen Synagoge als kultureller Veranstaltungsort von ihm gefördert.
Er trat 1985 altersbedingt von allen seinen Funktionen zurück und verstarb am 24. Dezember 2003 in St. Pölten. Anfang 2008 wurde eine Straße nach ihm benannt.

## Ehrungen
- Viktor-Adler-Plakette
- Ehrenbürger der Stadt St. Pölten (1985)
- Ehrenbürger von Kurashiki
- Hans-Schickelgruber Straße in St. Pölten

## Privates
Am 24. August 1947 heiratete er standesamtlich und kirchlich in der Franziskanerkirche eine Edeltraut Lehrner. Die Ehe wurde 1951 wieder geschieden. Am 24. Juni 1967 heiratete er in 2. Ehe standesamtlich in Gmunden eine Hannelore Friedrich.